# Maglódi úti vontatóvágány
A Maglódi úti vontatóvágány egy hosszú nagyvasúti vontatóvágány volt Budapest X. kerületében.

## Jellemzői
A vontatóvágány Kőbánya felső vasútállomás után, az Élessarok magasságában ágazott ki a Budapest–Sátoraljaújhely-vasútvonalból. Kezdetben a Dreher Antal út mentén haladt, majd a Jászberényi út elején kettévált. Északi része behaladt a KIPSZER és az ÉPTEK üzemekbe, a déli része pedig lekanyarodott a Maglódi útra. Itt a 28-as- és 37-es villamos vágányait keresztezte, majd közvetlenül az előbbiek mellett, azokkal párhuzamosan haladt hosszan az út középső részén délkeleti irányban. A következő, nagyrészt napjainkban a Dreher Sörgyárak Zrt. keretébe tartozó gyárakba ment be róla iparvágány:
- Maglódi út 15. ipari telek, később Sörgyár 7-es telep
- Maglódi út 17. a Kőbányai Polgári Serfőző Rt. sörgyára (Sörgyár 4-es telep)
- Maglódi út 25. a Kőbányai Haggenmacher Sörgyár (1924-től Dreher–Haggenmacher Textilművek, később DÉLKER Kft. telephelye)
- Maglódi út 47. a Fővárosi Serfőző Rt. sörgyára (később Globus Konzervgyár, Sörgyár 5-ös telep) – utóbbi gyártelepre két iparvágány is bement: egyrészt a Kőbányai Haggenmacher Sörgyár iparvágányából ágazott be ide egy vágány, de az eredeti vontatóvágány vége is ide kanyarodott be

A vontatóvágányon az 1990-es évekig volt vasúti teherszállítást. Ezt követően egyes részeit fokozatosan elbontották, ezért napjainkban már járhatatlannak tekinthető, habár több része (főleg a gyárterületeken belül) még látható.

## Más sörgyári iparvágányok
Érdemes kiemelni, hogy a vonatóvágány mentén fekvő Első Magyar Részvényserfőzde Rt. sörgyárának (Sörgyár 2-es telep) és a Kőbányai Király Serfőzde Rt. sörgyárának (Sörgyár 3-as telep) szintén volt iparvágánya, azonban ezek nem a Maglódi úti vontatóvágányból ágaztak ki, hanem közvetlenül (külön-külön) a Budapest–Hatvan-vasútvonalból. A Sörgyár 3-as telep iparvágánya keresztezte a Maglódi úti vontatóvágányt, mivel később ágazott ki a fővonalból, a Sörgyár 2-es telepé előbb.

## Képtár a gyártelepről

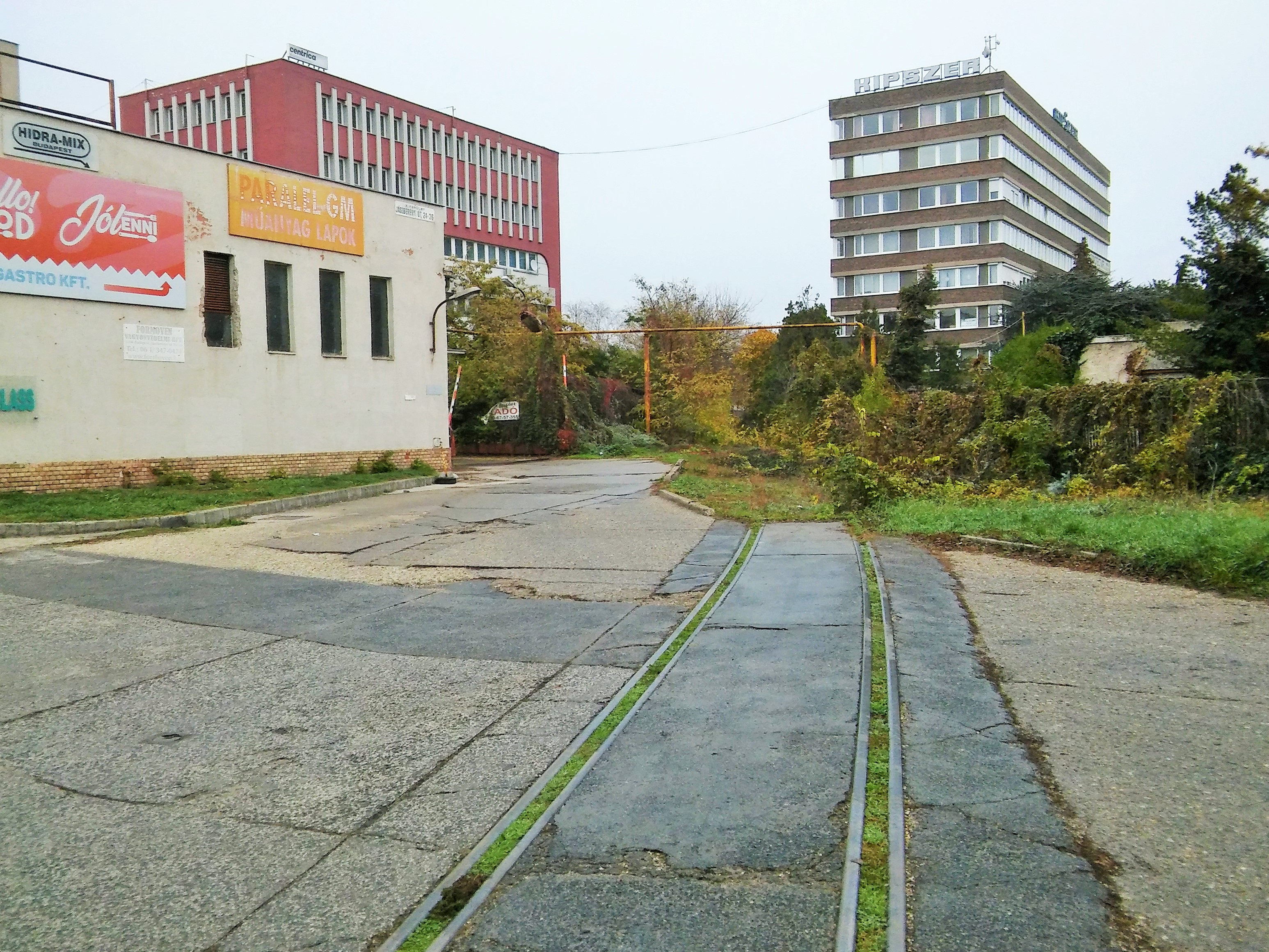
a KIPSZER és ÉPTEK iparvágánya
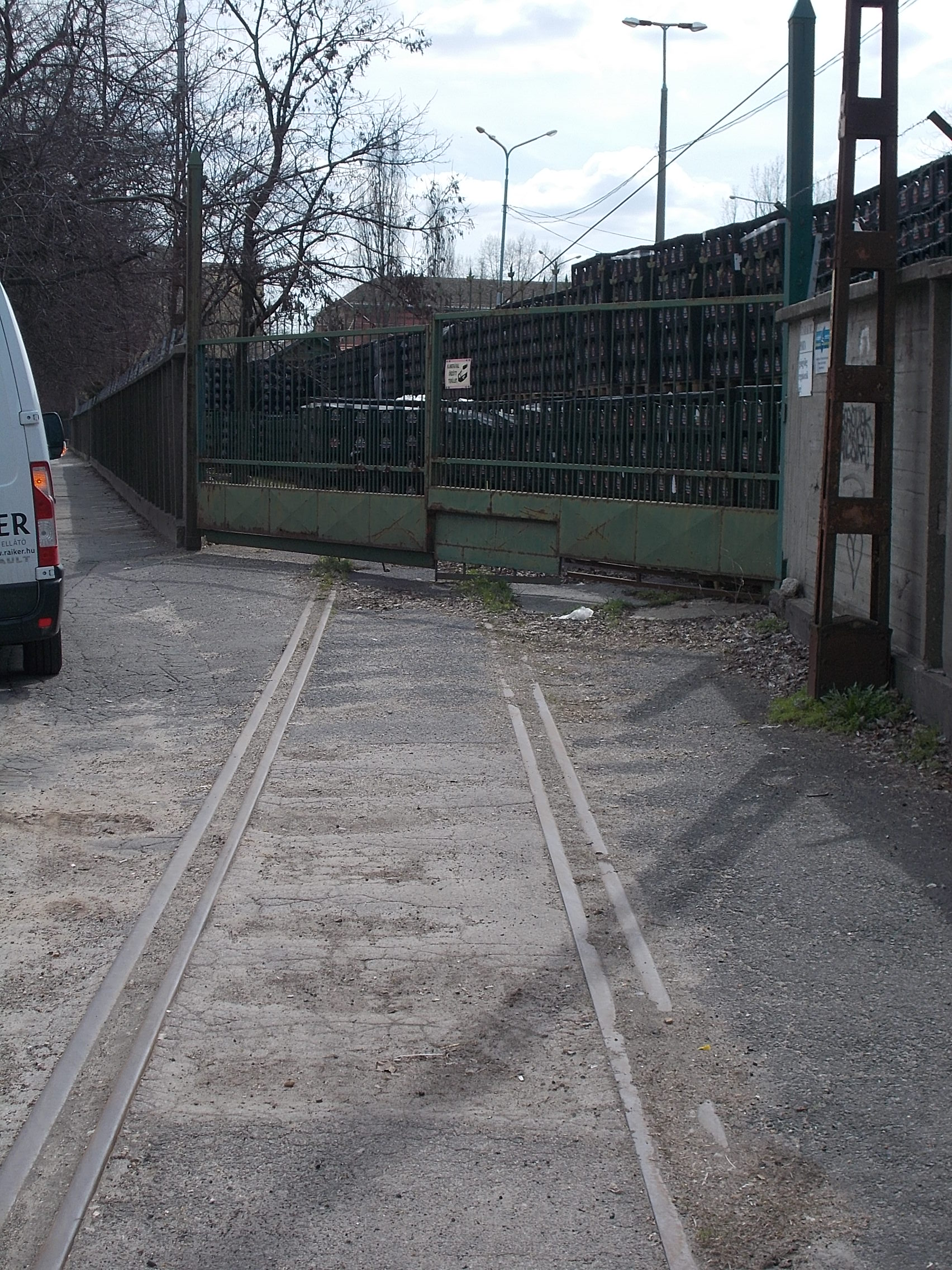
a Sörgyár 7-es telep iparvágánya
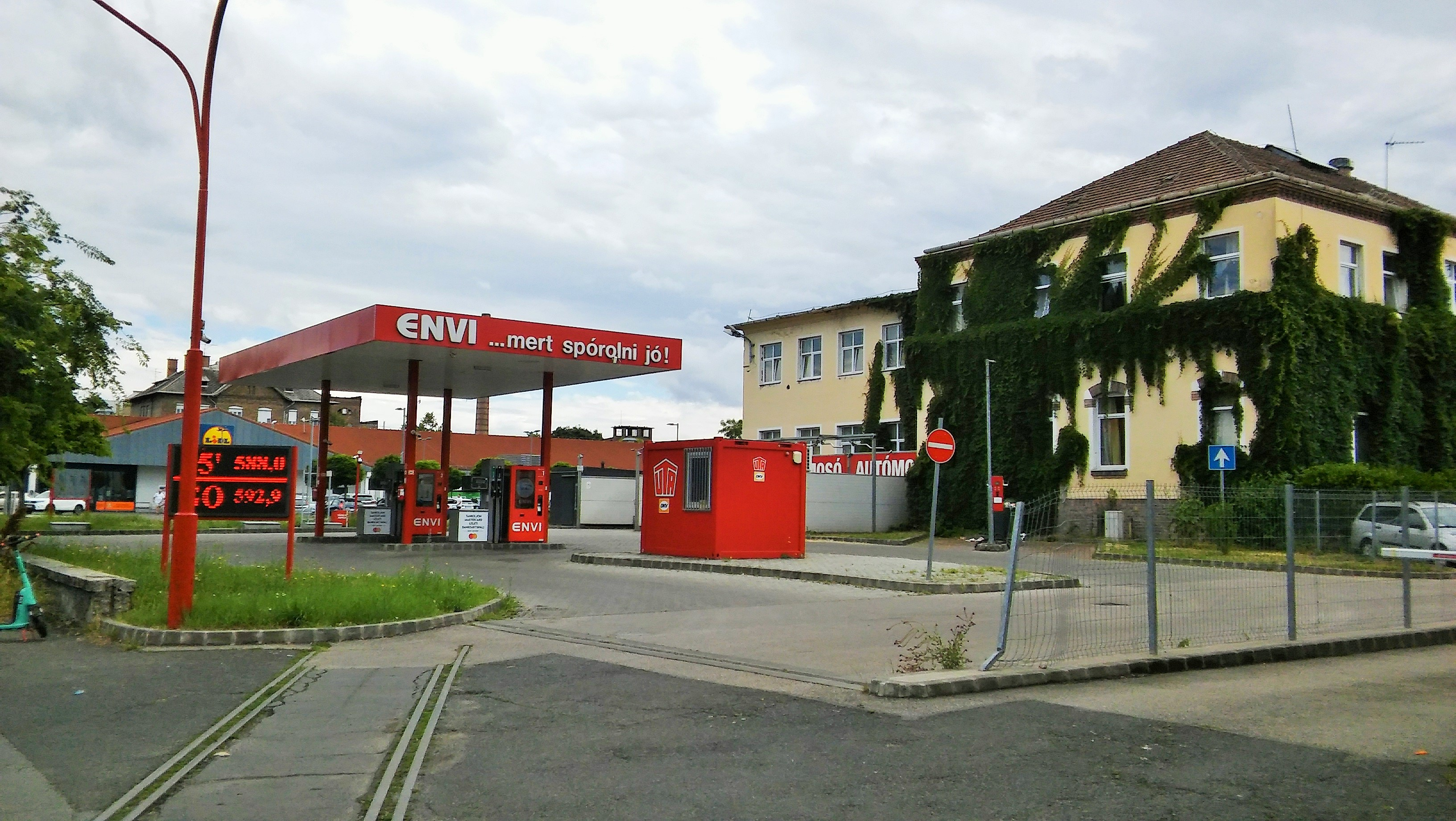
a Kőbányai Polgári Serfőző Rt. iparvágánya
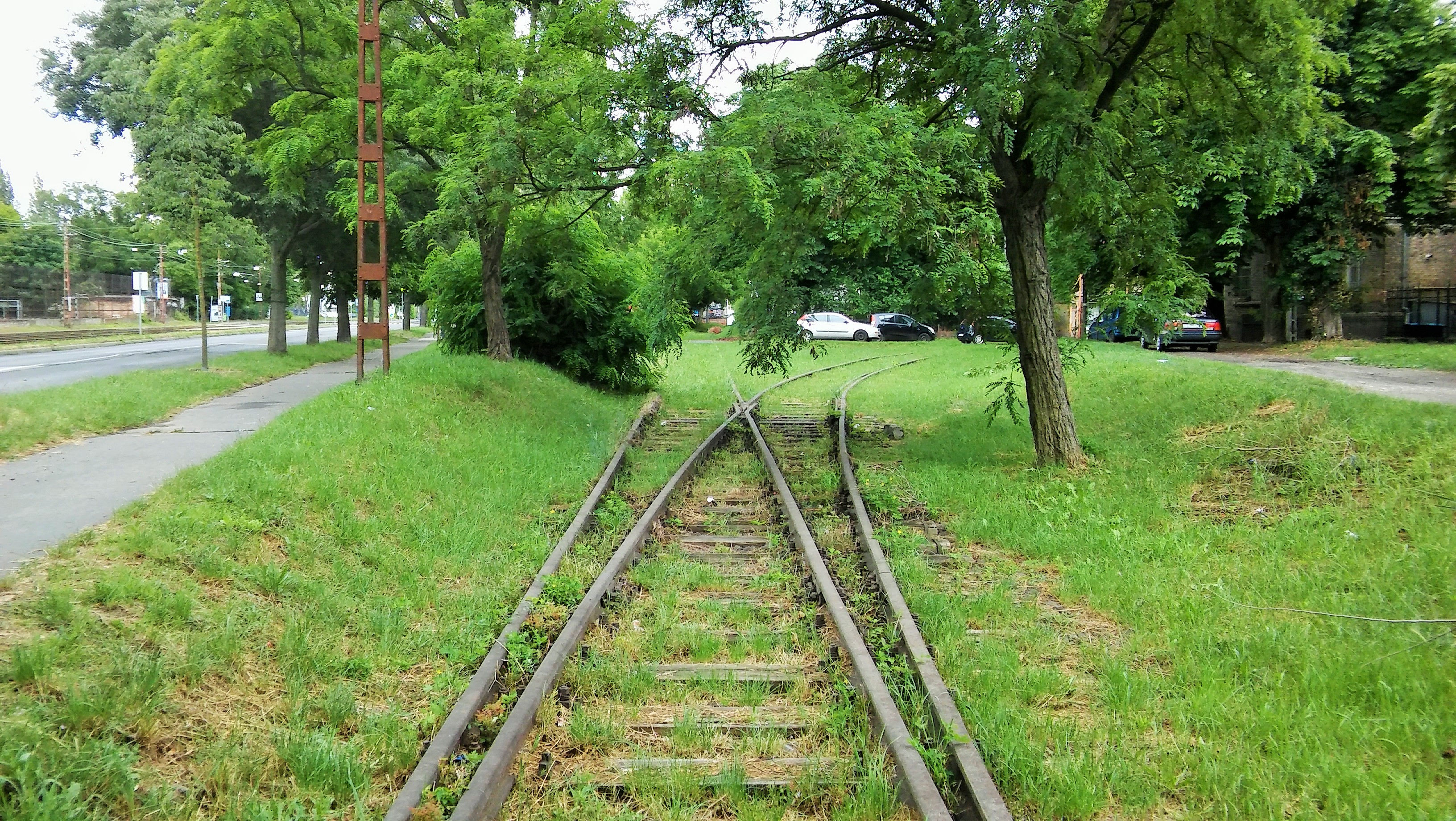
a Globus Konzervgyár iparvágánya (I.) és a Kőbányai Haggenmacher Sörgyár iparvágánya (jobbra)
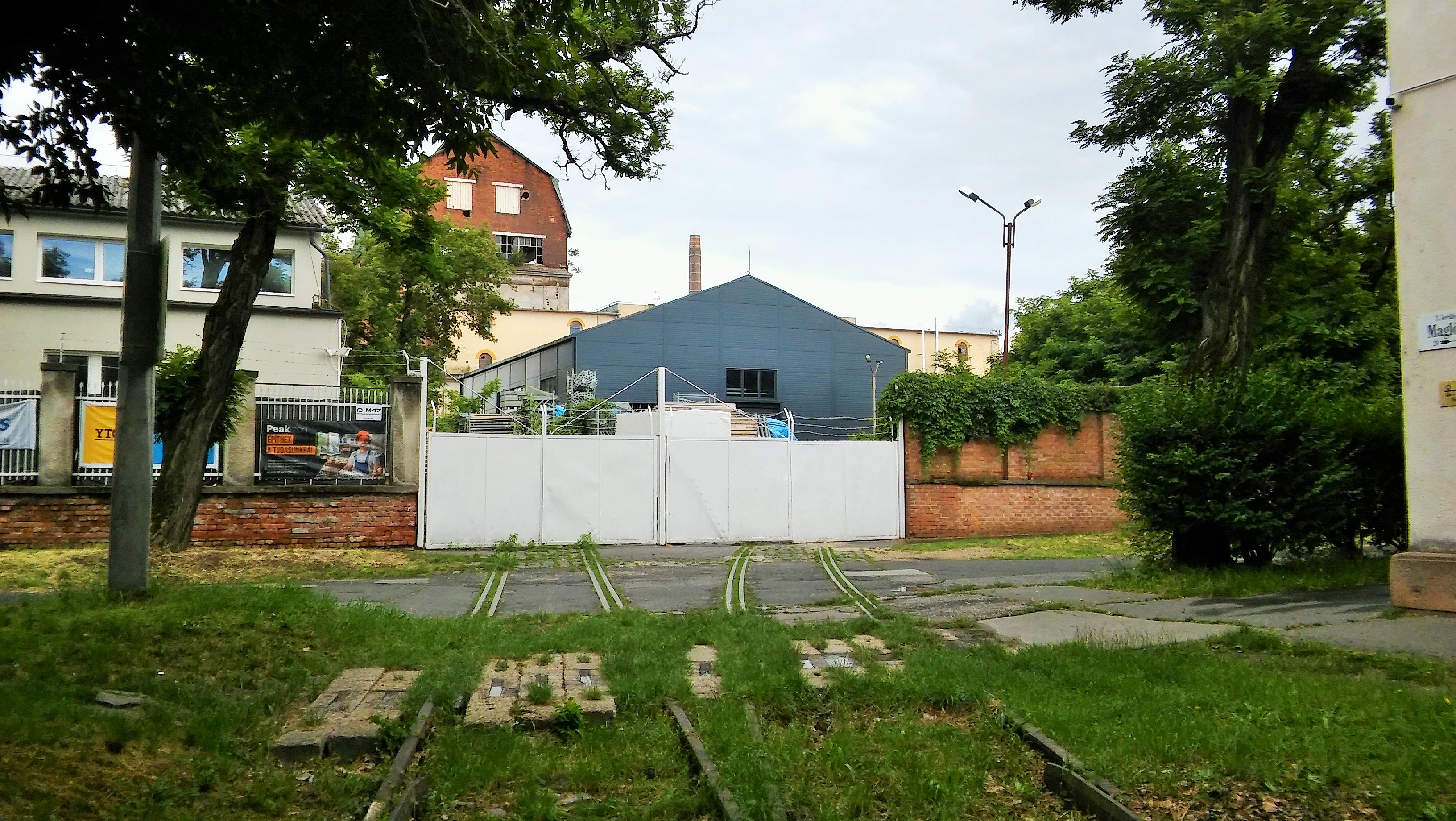
a Globus Konzervgyár iparvágánya (I.)
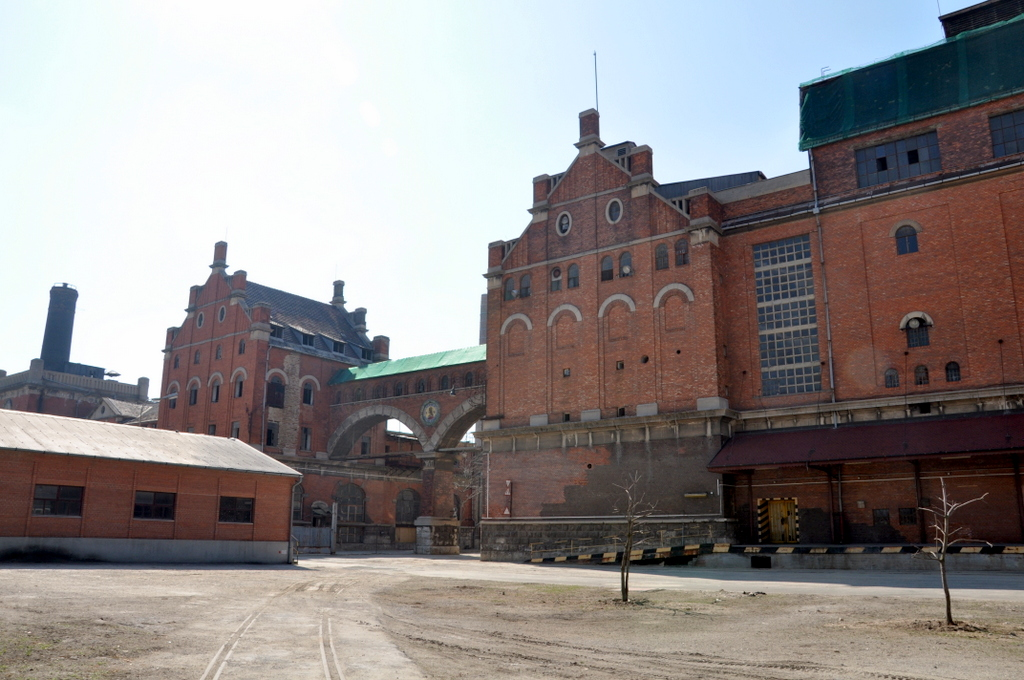
a Globus Konzervgyár iparvágánya (II.)